# エルモア・スミス
エルモア・スミス (Elmore Smith, 1949年5月9日 - ) は、1970年代の北米プロリーグNBAで活躍したアフリカ系アメリカ人の元バスケットボール選手。ジョージア州メイコン出身、ケンタッキー州立大学卒業。ポジションはセンター、身長213cm、体重110kg。1971年のNBAドラフトで全体3位指名を受けてNBA入り。引退は1979年。長身を活かしてブロックショットとリバウンドで才能を発揮し、NBAの初代ブロックショット王に輝いたほか、NBAの1試合歴代最多ブロック記録を保持する。

## 経歴
ケンタッキー州立大学卒業後、1971年のNBAドラフトで1年前に誕生したばかりのバッファロー・ブレーブスに全体3位指名を受けて入団。1年目からインサイドの柱としてプレイし、1971-72シーズンは17.3得点15.2リバウンドの成績を残し、オールルーキー1stチームに選出される。翌1972-73シーズンにはボブ・マカドゥーが入団し、マカドゥーとはポジションが重なるスミスは、1973-74シーズンにウィルト・チェンバレンの後釜を探していたロサンゼルス・レイカーズに移籍することになった。なおブレーブス時代2シーズンの平均リバウンド数13.8リバウンドは、ブレーブス（現ロサンゼルス・クリッパーズ）の歴代最高記録となっている。
このシーズンからリーグは試合中のブロックショットの数を公式に計測することになり、スタッツには新たにブロックの欄が設けられた。そしてスミスはこのシーズンに12.5得点11.2リバウンド4.9ブロックという成績を残し、初代ブロック王の座に就く。2009年現在一つのシーズンでの平均ブロック数としては、4.9ブロックは歴代3位、一つのシーズンでの通算ブロック数としては、393ブロックは歴代4位の好記録となった。また10月28日のポートランド・トレイルブレイザーズ戦では驚異の17ブロックを記録し、1試合のブロック数として歴代最多となっている。
レイカーズでは2シーズンプレイし、1975-76シーズン前にカリーム・アブドゥル＝ジャバーに対する4人の交換要員の一人としてミルウォーキー・バックスにトレードされた。その後1976-77シーズン中にクリーブランド・キャバリアーズに移籍し、1979年に現役から引退した。NBAでの成績は8シーズン562試合の出場で、通算7,541得点5,962リバウンド1,183ブロック、平均13.4得点10.6リバウンド2.9ブロックだった（ブロック数は1973-74シーズン以降のみの数字）。キャリア平均2.9ブロックは歴代5位である。
引退後はバーベキューソースの会社を立ち上げている。

## 個人成績
| *    | リーグ1位    |
| 太字 | キャリアハイ |

### レギュラーシーズン
| Season  | Team   | GP  | MPG  | FG%  | FT%  | RPG  | APG | SPG | BPG  | PPG  |
| ------- | ------ | --- | ---- | ---- | ---- | ---- | --- | --- | ---- | ---- |
| 1971–72 | BUF    | 78  | 40.8 | .454 | .534 | 15.2 | 1.4 | –   | –    | 17.3 |
| 1972–73 | BUF    | 76  | 37.2 | .482 | .558 | 12.4 | 2.5 | –   | –    | 18.3 |
| 1973–74 | LAL    | 81  | 36.1 | .457 | .590 | 11.2 | 1.9 | .9  | 4.9* | 12.5 |
| 1974–75 | LAL    | 74  | 31.6 | .493 | .485 | 10.9 | 2.0 | 1.1 | 2.9  | 10.9 |
| 1975–76 | MIL    | 78  | 36.0 | .518 | .632 | 11.4 | 1.2 | 1.0 | 3.1  | 15.6 |
| 1976–77 | MIL    | 34  | 23.2 | .447 | .581 | 6.1  | .9  | .6  | 2.0  | 8.4  |
| 1976–77 | CLE    | 36  | 18.8 | .504 | .519 | 6.4  | .4  | .4  | 2.1  | 8.7  |
| 1977–78 | CLE    | 81  | 24.6 | .497 | .663 | 8.4  | .7  | .6  | 2.2  | 12.5 |
| 1978–79 | CLE    | 24  | 13.8 | .531 | .692 | 4.4  | .5  | .3  | .7   | 6.5  |
| Career  | Career | 562 | 31.8 | .482 | .579 | 10.6 | 1.4 | .8  | 2.9  | 13.4 |

### プレーオフ
| Year   | Team   | GP | MPG  | FG%  | FT%  | RPG  | APG | SPG | BPG | PPG  |
| ------ | ------ | -- | ---- | ---- | ---- | ---- | --- | --- | --- | ---- |
| 1974   | LAL    | 5  | 34.2 | .477 | .706 | 10.6 | 1.2 | 1.4 | 1.6 | 19.2 |
| 1976   | MIL    | 3  | 34.7 | .556 | .667 | 7.3  | .3  | .7  | 3.7 | 14.7 |
| 1977   | CLE    | 3  | 18.7 | .545 | .625 | 8.0  | .3  | 1.7 | 1.0 | 13.7 |
| 1978   | CLE    | 2  | 28.0 | .458 | .500 | 9.5  | .0  | 1.5 | 1.5 | 12.5 |
| Career | Career | 13 | 29.8 | .500 | .654 | 9.1  | .6  | 1.3 | 1.9 | 15.8 |